# Gerd Leipold

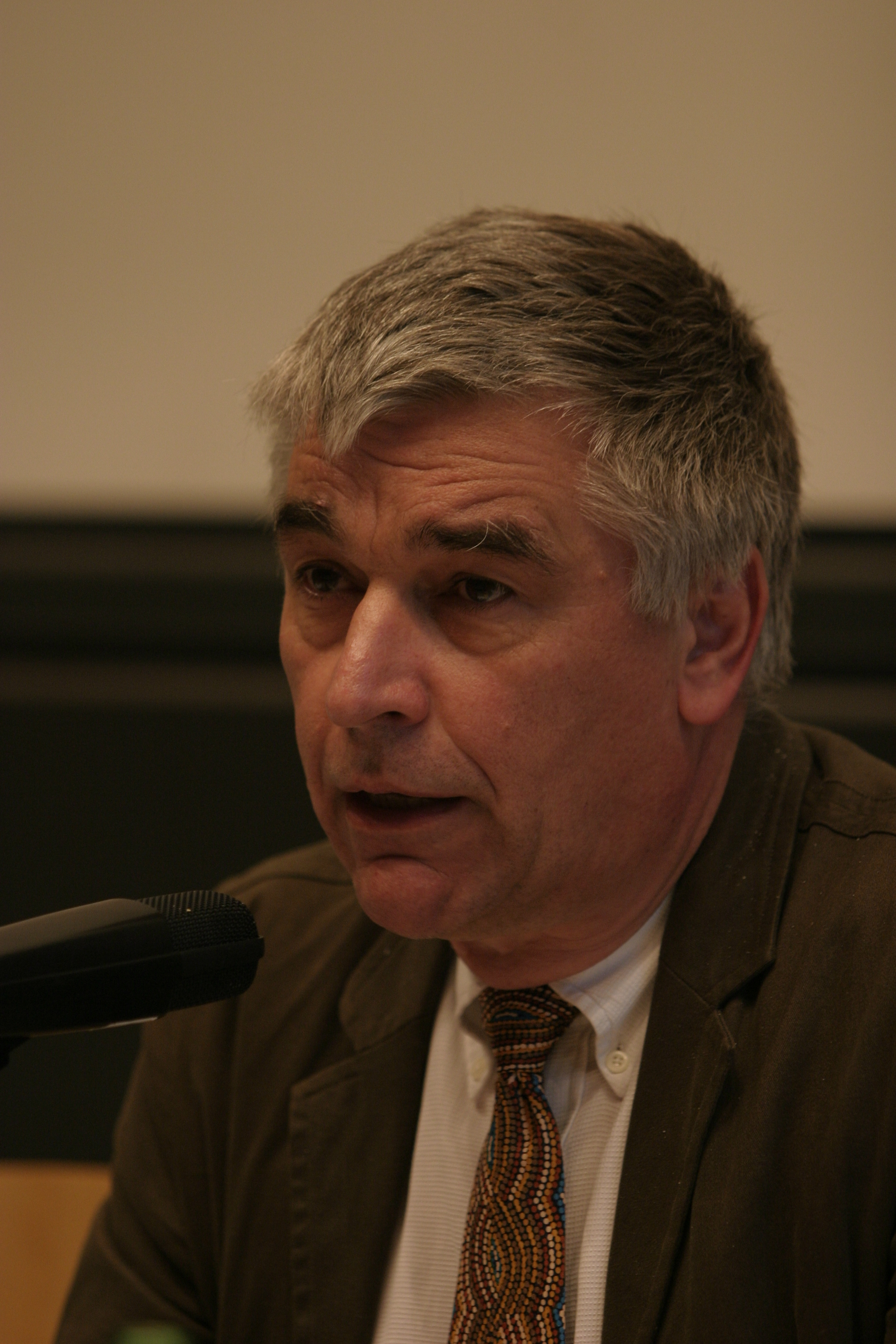
Gerd Leipold

Gerd Leipold (* 1. Januar 1951 in Rot an der Rot) war von 2001 bis November 2009 Vorsitzender von Greenpeace International. Sein Nachfolger war Kumi Naidoo.

## Leben
Gerd Leipold machte sein Abitur am Bernhard-Strigel-Gymnasium in Memmingen  und studierte von 1970 bis 1976 Physik an der Ludwig-Maximilians-Universität München. Von 1976 bis 1982 war er wissenschaftlicher Mitarbeiter am Max-Planck-Institut für Meteorologie in Hamburg Dort beschäftigte er sich mit der Veränderung des Weltklimas. Leipold ist Physiker und Ozeanograph, er promovierte 1983 mit einer Arbeit zur großskaligen Meereszirkulation am Max Planck Institut für Meteorologie in Hamburg bei Klaus Hasselmann, der 2021 den Nobelpreis für Physik erhielt. 1977 bis 1978 absolvierte er einen Forschungsaufenthalt an der Scripps Institution of Oceanography, La Jolla in Kalifornien.
Von 1983 bis 1989 war er Geschäftsführer von Greenpeace Deutschland. Im August 1983 protestierte er mit einer Ballonfahrt von Westberlin aus über die Berliner Mauer gegen Atomtests. Von 1990 bis 1998 gehörte er dem Aufsichtsrat von Greenpeace Deutschland an. Bevor er 2001 Geschäftsleiter von Greenpeace International wurde, arbeitete er in London. Als Inhaber einer Beratungsfirma beriet er dort nicht nur Greenpeace mehrere Jahre bei der Entwicklung von Kampagnen und Kommunikationsstrategien, sondern auch das Rote Kreuz, Oxfam, ActionAid und Consumers International. 2015 wurde er für drei Jahre zum Vorsitzenden des Hochschulrates der HBC. Hochschule Biberach University of Applied Sciences gewählt.

## Werke
- Gerd Leipold, Walter Sittler: Zeit, sich einzumischen: Vom Taksimplatz nach Island – Begegnungen auf dem Weg ins Anthropozän, Sagas, Stuttgart 2013, ISBN 978-3-9812510-1-2